# Ацидоз
Ацидо́з (лат. acidus — кислий) — підвищена кислотність крові, шлункового соку та тканин організму внаслідок зміни кислотно-лужної рівноваги. За нормальних умов pH крові лежить у межах між 7,35 і 7,45 одиниць. Підвищення кислотності відбувається внаслідок збільшення концентрації іонів водню (зниження pH) і зменшення резервної лужності. Ацидоз є патологічним станом, який відбувається при розвитку шоку, деяких хвороб. Іноді його розглядають як симптом. 
Розрізняють компенсований ацидоз, при якому спостерігається лише зменшення лужних резервів крові й тканин без помітного підвищення їхньої кислотності, і некомпенсований, при якому реакція крові й тканин зрушена в бік збільшення кислотності.
Найчастіше спостерігають метаболічний, або негазовий ацидоз, який настає внаслідок накопичення в організмі нелетючих кислот (при деяких захворюваннях печінки, нирок, діабеті) або при втраті лужних сполук (при тривалому блюванні, проносах). Інколи ацидоз може виникати при тривалому голодуванні або дуже інтенсивному фізичному навантаженні. Під час голодування організм використовує як енергетичні субстрати жири, окиснення яких призводить до утворення і потрапляння в кров органічних кислот. У випадку великого фізичного навантаження м'язи, здійснюючи молочнокисле бродіння, виділяють надмірну кількість молочної кислоти. Накопичення цієї сполуки є причиною болю і втоми, а зниження pH крові має наслідком нудоту, запаморочення і задишку, що нерідко виникають у спортсменів після бігу на короткі дистанції.
При затримці виділення вуглекислоти легенями внаслідок гіповентиляції виникає респіраторний, або газовий ацидоз. Такий стан може бути наслідком астми, пневмонії, емфіземи, ішемічної хвороби серця. Легкий респіраторний ацидоз може виникати навіть внаслідок затримки дихання.
Клінічними проявами тяжкого ацидозу може бути головний біль, млявість, нудота, блювання, діарея, в особливо тяжких випадках — ступор, конвульсії, кома. Такий невідкладний стан може загрожувати життю людини.
Лікування ацидозу — усунення безпосередньої причини його виникнення, лікування основного захворювання. Рекомендується також приймання соди та лужної мінеральної води. В особливо тяжких випадках хворим можуть вводити бікарбонати внутрішньовенно.